# Tatort: Herrenabend

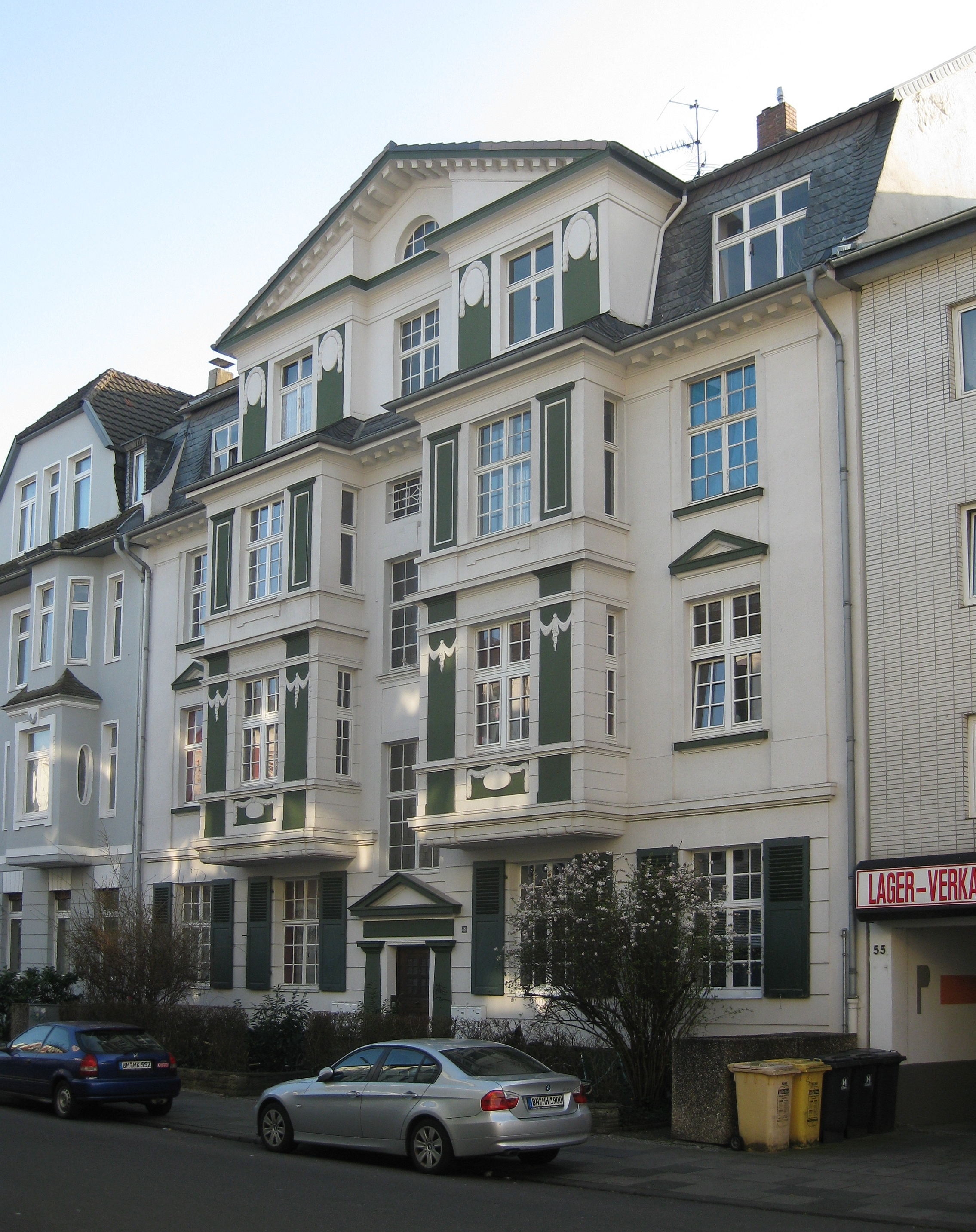
Das gemeinsame Münsteraner Wohnhaus von Thiel & Boerne. Im Original steht es in der Bonner Weststadt.

Herrenabend ist ein Fernsehfilm aus der Krimireihe Tatort. Der von der Filmpool und dem Westdeutschen Rundfunk produzierte Beitrag mit den Münsteraner Ermittlern Thiel und Boerne wurde am 1. Mai 2011 auf Das Erste erstgesendet.

## Handlung
Der Geschäftsmann Arno Berger wird nach einer Feier erschossen aufgefunden. Am Tatort werden Fingerabdrücke sichergestellt, die Kommissar Thiel ein großes Rätsel aufgeben: Sie stammen von dem ehemaligen Staatssekretär im Wirtschaftsministerium Rüdiger Klarbach, der eineinhalb Jahre zuvor bei einem Hausbrand in Südafrika ums Leben gekommen ist – und Prof. Boerne selbst hatte damals die Identität festgestellt und den Totenschein ausgestellt. Nun steht im Raum, dass Boerne ein kapitaler Kunstfehler unterlaufen sein könnte, und er setzt alles daran, diesen Vorwurf aus der Welt zu schaffen.
Thiel ermittelt währenddessen im direkten Umfeld des Mordopfers Berger. Zuletzt lebend gesehen wurde Berger bei der Geburtstagsfeier seines Geschäftsfreundes, des „Kartoffelkaisers“ Hans Lüdinghaus, bei der auch Staatsanwältin Klemm anwesend war. Sie ist entrüstet, als Thiel auch Lüdinghaus' Geschäfte überprüfen will, und würde ihre Hand für ihn ins Feuer legen. Dann jedoch taucht der totgeglaubte Klarbach bei Lüdinghaus auf und verlangt 10 Mio. von ihm und seinen Geschäftspartnern. Später trifft er sich im Park mit seiner Tochter Nele. Sie hatte einen Freund erwartet, mit dem sie übers Internet eine Freundschaft aufgebaut hat. Als sie stattdessen ihren Vater sieht, ist sie zuerst fassungslos und voller Abwehr. Als sie sich trennen, umarmt sie ihn jedoch. Klarbach hat seine Tochter gebeten, ihrer Mutter alles zu erklären und zu fragen, ob sie als Familie einen Neuanfang starten könnten.
Es stellt sich heraus, dass Klarbachs Tod fingiert war. Mit Hilfe der Finanzamt-Mitarbeiterin Leonie Krassnik werden die Geschäfte von Lüdinghaus genauer untersucht und es stellt sich heraus, dass die Firma Bulgaria Harvest in Bulgarien nur auf dem Papier existiert, um damit Steuern zu sparen. Berger, der in den Betrug verwickelt war und durch das Wiederauftauchen von Rüdiger Klarbach Angst bekommen hatte und sich lieber selbst ans Messer liefern wollte, musste sterben. Klarbach, der sich in seiner Funktion als Staatssekretär hatte bestechen lassen bei der ganzen Geschichte mitzumachen und nun für sein Schweigen 10 Millionen verlangt, soll ebenfalls beseitigt werden.
Als Klarbach das Schweigegeld kassieren will, taucht sein Schwiegervater Dr. Herbert wie aus dem Nichts auf und hält ihm ein Gewehr an den Kopf, anschließend treibt er ihn mit dem Gewehr vor sich her. Thiel und Boerne, die inzwischen Bescheid wissen, folgen den Spuren im Wald. Als Thiel in die Luft schießt, um auf sich aufmerksam zu machen, kann Klarbach das Überraschungsmoment ausnutzen, seinen Schwiegervater überwältigen, ihm das Gewehr entreißen und fliehen. Thiel lässt Dr. Herberts Haus überwachen, weil er sich sicher ist, dass Klarbach dort auftauchen wird. Dr. Herbert wird unterwegs von Thiel und Boerne aufgelesen und festgenommen. Sein Bestechungsversuch gegenüber Thiel schlägt genauso fehl wie der von Lüdinghaus.
Als Klarbach seine Familie in der Villa abholen will, verweigert Nele ganz plötzlich ihr Mitkommen und meint, sie bleibe bei ihrem Opa. Ihr Vater klärt sie auf, dass alles, was geschehen ist, auf dem Plan ihres Großvaters beruhte. Er habe das alles eingefädelt und von Anfang an Bescheid gewusst. Vor allem Margit Klarbach kann kaum glauben, was sie da hört. Als Thiel und Boerne zusammen mit Dr. Herbert in dessen Haus eintreffen, richtet Margit Klarbach das Gewehr ihres Vaters auf ihn. Plötzlich dreht sie sich um und schießt auf das Aquarium, das ihrem Vater alles bedeutet. Klarbach steigt einsam in ein Taxi und lässt sich zum Flughafen fahren. Nun hat er seine Familie endgültig verloren.
Boerne kann noch mit Hilfe seiner Mitarbeiterin Silke Haller aufklären, dass die Leiche, die er als die von Klarbach identifizierte, die eines deutschen Auswanderers war, dessen Zahnunterlagen gefälscht waren. Boerne ist beruhigt, doch keinen Fehler gemacht zu haben. Eine bittere Pille  muss er allerdings noch schlucken: es stellt sich heraus, dass die von ihm während der ganzen Handlung (als running gag) in einem Aluminiumkoffer mitgeführten, von seinem Vater geerbten Tafel-Wertpapiere Aktien der Scheinfirma Bulgaria Harvest, also völlig wertlos sind.

## Hintergrund
Der Film wurde in Köln und Münster gedreht. Die Szene in der Tiefgarage des Zahnarztes Rene Latour wurde in Köln, in der Tiefgarage des Gebäudes Friesenplatz 16 aufgenommen. Im Hintergrund ist der Schriftzug Friesen 16 an der Wand der Tiefgarage zu lesen. Als weiterer Drehort diente das Hotel Alte Poststation in Overath.

## Rezeption

### Kritiken
„Wie fast immer aber, wenn nicht nur das Ermittlerteam, sondern auch das Drehbuch stimmt, ist es irgendwann nicht mehr so wichtig, wer sich wann was hat zuschulden kommen lassen. Ein Mörder findet sich, wo man ihn nicht vermutet, ein Motiv auch. Wichtig ist, und das gelingt in diesem Fall ausgesprochen gut, dass Thiel und Boerne weiter umeinander kreisen wie zwei Königskinder.“

„Selten flossen die unterschiedlichen Tonlagen beim Münsteraner „Tatort“ so reibungslos ineinander wie in „Herrenabend“ von Magnus Vattrodt (Buch) und Matthias Tiefenbacher (Regie). Tempo, Gag-Dichte und ein guter Erzählrhythmus lassen wenig Zeit, um mögliche "Unstimmigkeiten" zwischen Witz und Tragik zu erkennen oder um sich andere kritische Gedanken zum Film zu machen. Was hängen bleibt, ist die Qualität vieler Szenen.“

„Das überzeichnete Spiel seiner Hauptfiguren ist eine Qualität, die den Münsteraner "Tatort" auszeichnet, für den ihn seine Zuschauer mehr als jeden anderen lieben. […] Doch beim aktuellen Fall wurden Klischees überstrapaziert. Die leichte Hand, der wortgewandte Schlagabtausch zwischen dem Schnösel Boerne und dem Underdog Thiel - nichts davon war bei diesem "Tatort" zu spüren. Zu bemüht zog sich hin, was so erfolgversprechend begonnen hatte. […] Doch irgendetwas ist schiefgegangen. Nicht einmal der Titel "Herrenabend" erklärt sich von selbst. Schade! Allein Alberich ist sich treu geblieben und über sich selbst hinaus gewachsen.“

Kritisch betrachtet wurde auch ein Geografie-Fehler: Als die Rede auf die dubiose Firma „Bulgaria Harvest“ kommt, heißt es, sie befände sich in „Nordbulgarien, an der Grenze zu Moldawien“. Tatsächlich grenzen beide Länder nicht aneinander, vielmehr liegt dazwischen Rumänien.

### Einschaltquote
Die Erstausstrahlung am 1. Mai 2011 wurde in Deutschland insgesamt von 11,79 Millionen Zuschauern gesehen und erreichte einen Marktanteil von 32,9 Prozent für Das Erste; in der Gruppe der 14–49-jährigen Zuschauer konnten 4,04 Millionen Zuschauer und ein Marktanteil von 26,4 % erreicht werden.
Die Folge Herrenabend holte so die höchste Tatort-Einschaltquote seit 1993.